# Episodi di Letter to Loretta (sesta stagione)
La sesta stagione della serie televisiva Letter to Loretta (poi The Loretta Young Show) è andata in onda negli Stati Uniti dal 5 ottobre 1958 al 10 maggio 1959 sulla NBC.
| nº | Titolo originale           | Prima TV USA     |
| -- | -------------------------- | ---------------- |
| 1  | The Near Unknown           | 5 ottobre 1958   |
| 2  | For Better or For Worse    | 12 ottobre 1958  |
| 3  | In the Good Old Summertime | 19 ottobre 1958  |
| 4  | A Visit to Sao Paolo       | 26 ottobre 1958  |
| 5  | Out of Control             | 2 novembre 1958  |
| 6  | The 20-Cent Tip            | 9 novembre 1958  |
| 7  | I Want to Get Married      | 16 novembre 1958 |
| 8  | The Woman Between          | 23 novembre 1958 |
| 9  | The Last Witness           | 30 novembre 1958 |
| 10 | The Happy Widow            | 7 dicembre 1958  |
| 11 | Strange Money              | 14 dicembre 1958 |
| 12 | Most Honorable Day         | 21 dicembre 1958 |
| 13 | Operation Snowball         | 28 dicembre 1958 |
| 14 | The Break-Off              | 4 gennaio 1959   |
| 15 | Sister Ann                 | 11 gennaio 1959  |
| 16 | This is the Moment         | 18 gennaio 1959  |
| 17 | Incident in India          | 25 gennaio 1959  |
| 18 | Seed From the East         | 1º febbraio 1959 |
| 19 | The Black Lace Valentine   | 8 febbraio 1959  |
| 20 | Marriage Crisis            | 15 febbraio 1959 |
| 21 | The Portrait               | 22 febbraio 1959 |
| 22 | 810 Franklin Street        | 1º marzo 1959    |
| 23 | The Prettiest Girl in Town | 8 marzo 1959     |
| 24 | The Tenderizer             | 21 marzo 1959    |
| 25 | Each Man's Island          | 29 marzo 1959    |
| 26 | Mr. Wilson's Wife: Part 1  | 5 aprile 1959    |
| 27 | Mr. Wilson's Wife: Part 2  | 12 aprile 1959   |
| 28 | Strictly Personal          | 19 aprile 1959   |
| 29 | The Accused                | 26 aprile 1959   |
| 30 | Trouble in Fenton Valley   | 10 maggio 1959   |

## The Near Unknown
- Prima televisiva: 5 ottobre 1958
- Diretto da: Richard Morris
- Scritto da: Richard Morris

### Trama
- Guest star: Loretta Young (Peggy Simms), Mark Dana (fidanzato), George Selk (vecchio), Robert Anderson (barista), John Munro (Max), James Parnell (Customer), Constance Cameron (Flower Woman)

## For Better or For Worse
- Prima televisiva: 12 ottobre 1958

### Trama
- Guest star: Edward Binns (Jim Pierson), Mark Stevens (Sam Hart), Maureen Leeds (Ann Hayden)

## In the Good Old Summertime
- Prima televisiva: 19 ottobre 1958
- Diretto da: Richard Morris
- Scritto da: Richard Morris
- Soggetto di: Harriet Frank

### Trama
- Guest star: Loretta Young (Amy Stewart), Robert Rockwell (Jeb Stewart), Cheryl Callaway (Sandy Stewart), William Henry (Barney), Linda Lowell (Babs Stewart), James Parnell (Harry Tobin), Harriet Argenbright (Mrs. Tobin), Michael Montgomery (Junior)

## A Visit to Sao Paolo
- Prima televisiva: 26 ottobre 1958

### Trama
- Guest star: Loretta Young (Maria Gordello), James Philbrook (Mike Roberts), Carlo Tricoli (Papa), Mario Siletti (Angelo), Vincent Padula (Marco), Rose Barbato (Anna)

## Out of Control
- Prima televisiva: 2 novembre 1958

### Trama
- Guest star: Frank Lovejoy (Walter Davidson), Nick Adams (Chip Davidson)

## The 20-Cent Tip
- Prima televisiva: 9 novembre 1958
- Diretto da: Jeffrey Hayden
- Scritto da: Pauline Stone

### Trama
- Guest star: Loretta Young (Margaret Hutchins), Malcolm Cassell (Steve), Walter Barnes (Casey), Donna Boyce (Janey), Howard Wright (Wilson), Martin Dean (Ralph), Helen Mayon (Miss Boland), Madge Cleveland (madre di Janey)

## I Want to Get Married
- Prima televisiva: 16 novembre 1958
- Diretto da: Norman Foster

### Trama
- Guest star: Ralph Meeker (Joe Martin), Christine White (Millie Shelby), Mae Clarke (Grace Summers), Alan Hale, Jr. (Harris)

## The Woman Between
- Prima televisiva: 23 novembre 1958
- Diretto da: John Newland
- Soggetto di: Mortimer Braus

### Trama
- Guest star: Loretta Young (Eleanor Knox), John Newland (Alex Stark), Kitty Kelly (Amy), Jon Lormer (dottor Gibbs), Paul Picerni (Stanley Reed), Clark Howat (Correll), Elizabeth Harrower (Mrs. Sims)

## The Last Witness
- Prima televisiva: 30 novembre 1958

### Trama
- Guest star: Eddie Albert (Max Asher), Lillian Adams (Rosa Zambetti), Helen Kleeb (Mrs. Hirsch), Frank J. Scannell (Dave Zambetti), George Tobias (Henry), Jacqueline DeWit (Mrs. Peabody), Paula Houston (Shirley Asher), Jack Haddock (tenente)

## The Happy Widow
- Prima televisiva: 7 dicembre 1958
- Diretto da: Tay Garnett

### Trama
- Guest star: Loretta Young (Kay Mathews), James Philbrook (Cliff Hewitt), Albert Carrier (Andre), Tania Velia (French Girl), Sidney Clute (Travel Agent), Elvira Curci (Italian Woman), Rolfe Sedan (Ogilvie), Helen Van Tuyl (Mrs. Wilkerson), Alan Reynolds (Purser)

## Strange Money
- Prima televisiva: 14 dicembre 1958

### Trama
- Guest star: Julie Adams (Millie), Ralph Meeker (Ed James), James Parnell (Joe Devlin), Regis Toomey (George Kent), Terry Ann Ross (Jennie James), Charles Self (Bill), Joan Sudlow (Mrs. Scully), Harriet Argenbright (Edna Kent), Joe Bailey (Robber)

## Most Honorable Day
- Prima televisiva: 21 dicembre 1958
- Diretto da: Richard Morris
- Scritto da: Richard Morris
- Soggetto di: Richard Morris

### Trama
- Guest star: Loretta Young (Taka), Walter Brooke (Brown), Virginia Christine (Mrs. Brown), Gina Gillespie (Margie), Leslie Wenner (Sally), Allen Breneman (Kelly)

## Operation Snowball
- Prima televisiva: 28 dicembre 1958

### Trama
- Guest star: Virginia Mayo (Myrna Nelson), Lee Goodman (Joe Nelson), Art Fleming (Art), Christine White (Bea)

## The Break-Off
- Prima televisiva: 4 gennaio 1959
- Diretto da: John Newland

### Trama
- Guest star: Barry Atwater (Jim Mitchell), Ralph Meeker (Duke Cavanaugh), Barney Phillips (dottor Arnold Temple)

## Sister Ann
- Prima televisiva: 11 gennaio 1959
- Diretto da: Richard Morris
- Scritto da: Richard Morris

### Trama
- Guest star: Loretta Young (Sorella Ann), Claude Akins (Matt Malone), Hope Summers (infermiera O'Brien), Donna Boyce (Miss Martin), Ted Stanhope (dottor Morris), Eleanor Moore (Mrs. Kuntz), Paul Smith (Stanley)

## This is the Moment
- Prima televisiva: 18 gennaio 1959

### Trama
- Guest star: James Daly (Al Hayes), Edward Platt (Sutter), Christine White (infermiera Call), Clark Howat (Connors), Ann Morrison (Mrs. Burke)

## Incident in India
- Prima televisiva: 25 gennaio 1959
- Diretto da: John Newland
- Scritto da: William Bruckner
- Soggetto di: Louis E. Holtz

### Trama
- Guest star: Loretta Young (Karima), Richard Devon (Mannsingh), Patrick Westwood (Huptaji), George Keymas (Haridass), Joseph Granby (Jagan Lai), Marjorie Eaton (Sara)

## Seed From the East
- Prima televisiva: 1º febbraio 1959
- Scritto da: Michael Cosgrove, Pauline Stone

### Trama
- Guest star: Virginia Christine (Bertha Holt), Dean Jagger (Harry Holt), Donna Boyce (Barbara), Robert Kino (dottor Chung), Tafa Lee (Mrs. Lee), Leslie Wenner (Linda), Jack Haddock (capitano McNabb), Kimberly Ann (Child)

## The Black Lace Valentine
- Prima televisiva: 8 febbraio 1959
- Diretto da: Richard Morris
- Scritto da: Richard Morris
- Soggetto di: Sylvia Dee

### Trama
- Guest star: Loretta Young (Susan Glover), Joe Maross (David Glover), Dick Winslow (Howie Biddle), Robert Montgomery Jr. (Teenager), Mary Adams (madre di Susan), Charles Boaz (Milkman), Michael Montgomery (Davy), Mark Erickson (Bud), Gregory Irvin (Robin)

## Marriage Crisis
- Prima televisiva: 15 febbraio 1959
- Diretto da: John Newland
- Scritto da: William Bruckner
- Soggetto di: William Forrest

### Trama
- Guest star: Elizabeth Montgomery (Millie), Jack Lord (Joe), James Parnell (Brace), Robert Anderson (Monty), Mary Munday (Alice)

## The Portrait
- Prima televisiva: 22 febbraio 1959

### Trama
- Guest star: Loretta Young (Melanie Vanderhoff), Richard Garland (Peter Curtis), George MacReady (Bernard Vanderhoff), Kitty Kelly (Suzanne)

## 810 Franklin Street
- Prima televisiva: 1º marzo 1959

### Trama
- Guest star: Royal Dano (Roy Henry), Jackie Coogan (Woody Woods), Howard Dayton (Johnny Wycoff), John Munro (Dale Armstrong), Carl Thayler (Charlie Larson), Evelyn Scott (Shirley Henry)

## The Prettiest Girl in Town
- Prima televisiva: 8 marzo 1959
- Diretto da: Richard Morris
- Scritto da: Richard Morris

### Trama
- Guest star: Loretta Young (Connie Van), Betty Lou Gerson (Betty Crump), James Philbrook (dottor Earl Luke), Hal Smith (Arnold Crump), Pamela Dean (Sally Crump)

## The Tenderizer
- Prima televisiva: 21 marzo 1959
- Diretto da: Richard Morris
- Scritto da: Richard Morris

### Trama
- Guest star: Loretta Young (Fay Davies), Joe Maross (Woodrow Blake), Robert Foulk (ufficiale Parole), Kelly Smith (Alice), Dee Carroll (cassiere), Renny McEvoy (Boy)

## Each Man's Island
- Prima televisiva: 29 marzo 1959

### Trama
- Guest star: Ricardo Montalbán (Nemo Rustin), Don Beddoe (Nicholas Barton), Christine White (Madeline)

## Mr. Wilson's Wife: Part 1
- Prima televisiva: 5 aprile 1959
- Diretto da: Richard Morris
- Scritto da: Richard Morris

### Trama
- Guest star: Loretta Young (Vera Wilson), Claude Akins (Robert Wilson), Addison Richards (Ross), Joseph Wiseman (dottor Newland), Joan Sudlow (Mary Louise)

## Mr. Wilson's Wife: Part 2
- Prima televisiva: 12 aprile 1959
- Diretto da: Richard Morris
- Scritto da: Richard Morris

### Trama
- Guest star: Loretta Young (Vera Wilson), Claude Akins (Robert Wilson), Addison Richards (Ross), Joseph Wiseman (dottor Newland), Joan Sudlow (Mary Louise)

## Strictly Personal
- Prima televisiva: 19 aprile 1959

### Trama
- Guest star: Whitney Blake (Sheila Graham), Steve Cochran (Joe), Mike Road (Ed Graham), Gilman Rankin (padre Fitzsimmons)

## The Accused
- Prima televisiva: 26 aprile 1959

### Trama
- Guest star: Loretta Young (Norma Hutton), Ann Doran (Anne Thomas), Dabbs Greer (Fred Blanchard), Thomas Browne Henry (Charles Fergus), Barney Phillips (Bob Williams)

## Trouble in Fenton Valley
- Prima televisiva: 10 maggio 1959

### Trama
- Guest star: Claude Akins (Carl Hodges), Pat Crowley (Nancy Hodges), Cindy O'hara (Anita), Alex Montoya (Manuel), Patrick Westwood (Montoya), Robert Hernandez (Pepe)